# FC Bayern München mùa giải 2012–13
FC Bayern München đã có một mùa giải thi đấu năm 2012-2013 thành công trên nhiều mặt trận. Bayern Munich đã trở thành đội bóng Đức đầu tiên đoạt cú ăn ba lịch sử gồm vô địch UEFA Champions League, vô địch Bundesliga và vô địch Cúp bóng đá Đức.
Sau đó, Bayern còn thắng cả Siêu cúp bóng đá châu Âu và Cúp vô địch thế giới các câu lạc bộ trong cùng 1 mùa giải năm 2013.
Mùa bóng này, huấn luyện viên của München là ông Jupp Heynckes, Bayern Munich có đội hình mạnh với nhiều ngôi sao đẳng cấp quốc tế và một lực lượng dự bị dồi dào, đặc biệt đội bóng này sở hữu một hàng công rất mạnh nhất châu Âu như hiện tại gồm các cầu thủ Arjen Robben, Franck Ribéry, Thomas Muller, Mario Gómez, ngoài ra khu vực trung tuyến họ còn có tiền vệ Bastian Schweinsteiger đang có phong độ cao, bên cạnh đó có các cầu thủ như: Manuel Neuer, Philipp Lahm, Holger Badstuber, Jerome Boateng, Dante, Mandzukic, Luiz Gustavo, Javi Martinez, Toni Kroos.

## Thành tích
| Giải đấu         | Trận đấu đầu tiên   | Trận đấu cuối cùng  | Vòng đấu mở màn | Vị trí chung cuộc | Thành tích | Thành tích | Thành tích | Thành tích | Thành tích | Thành tích | Thành tích | Thành tích |
| Giải đấu         | Trận đấu đầu tiên   | Trận đấu cuối cùng  | Vòng đấu mở màn | Vị trí chung cuộc | ST         | T          | H          | B          | BT         | BB         | HS         | % thắng    |
| ---------------- | ------------------- | ------------------- | --------------- | ----------------- | ---------- | ---------- | ---------- | ---------- | ---------- | ---------- | ---------- | ---------- |
| Bundesliga       | 25 tháng 8 năm 2012 | 18 tháng 5 năm 2013 | Ngày thi đấu 1  | Vô địch           | 34         | 29         | 4          | 1          | 98         | 18         | +80        | 085,29     |
| DFB-Pokal        | 20 tháng 8 năm 2012 | 1 tháng 6 năm 2013  | Vòng một        | Vô địch           | 6          | 6          | 0          | 0          | 20         | 3          | +17        | 100,00     |
| DFL-Supercup     | 27 tháng 7 năm 2012 | 27 tháng 7 năm 2012 | Chung kết       | Vô địch           | 1          | 1          | 0          | 0          | 2          | 1          | +1         | 100,00     |
| Champions League | 19 tháng 9 năm 2012 | 25 tháng 5 năm 2013 | Vòng bảng       | Vô địch           | 13         | 10         | 1          | 2          | 31         | 11         | +20        | 076,92     |
| Tổng cộng        | Tổng cộng           | Tổng cộng           | Tổng cộng       | Tổng cộng         | 54         | 46         | 5          | 3          | 151        | 33         | +118       | 085,19     |

Cập nhật lần cuối: 23 tháng 8 năm 2020
Nguồn: Các giải đấu

## Kỉ lục
Mùa giải này được đánh giá là một mùa giải hoàn hảo của Bayern Munich, khi thể hiện hình ảnh của một cỗ máy hủy diệt thực sự, một Super Bayern chiến thắng một cách áp đảo trước các đối thủ của mình, đặc biệt, sau khi có chiến thắng hủy diệt Barcelona đội bóng thống trị của bóng đá châu Âu suốt những năm qua, Bayern được ghi nhận như nhà vua mới của bóng đá châu Âu. Ở trong nước, Bayern liên tiếp phá kỷ lục tại Bundesliga
Có nhận định cho rằng, Bayern Munich hiện tại mạnh nhất lịch sử Bundesliga, riêng huấn luyện viên Jupp Heynckes thì tin rằng chưa từng có đội bóng nào trong lịch sử Bundesliga thể hiện thứ bóng đá ấn tượng như Bayern Munich trong mùa giải này và với phong độ, đẳng cấp hiện nay, có thể nói, quyền lực bóng đá châu Âu đang chuyển giao cho người Đức.
Một số thành tích cụ thể là: (tính đến tháng 5/2013)
- Trong 22 trận đấu sân khách từ đầu mùa Bayern Munich đã có 19 trận thắng, bao gồm 14 trận thắng trong 15 trận tại Bundesliga, 3 trận thắng trong 5 trận tại Champions League và toàn thắng trong cả hai trận làm khách tại cúp Quốc gia Đức.
- Bayern Munich đã thi đấu tổng cộng 24 trận trên sân nhà Allianz Arena và giành tới 20 trận thắng. Họ chỉ để thua Bayer Leverkusen (1-2) và Arsenal (0-2)
- Giành 18 trận thắng sau 19 trận trong năm 2013, họ chỉ để thua một trận duy nhất trước Arsenal. Trong đó có 8 trận thắng liên tiếp của Bayern ở mở màn mùa giải quốc nội[4] Trong lịch sử 50 năm của Bundesliga chưa đội bóng nào giành trọn vẹn 24 điểm sau 8 vòng đấu đầu tiên.[8] Kỷ lục thi đấu 10 trận đầu tiên trên sân khách: Với 9 chiến thắng cùng 1 trận hòa.
- Chính thức đăng quang sớm 6 vòng đấu với chiến thắng 6-1 trước Hannover. Bayern Munich chạm mốc 26 trận thắng tại Bundesliga chỉ sau 30 vòng đấu, những thành tích mà chưa có bất kỳ đội bóng nào trong lịch sử Bundesliga có thể làm được và bỏ xa đội thứ hai đến 20 điểm. Họ đã lập kỷ lục về điểm số trong một mùa giải với 88 điểm, bỏ xa kỷ lục cũ tới 7 điểm.
- Kể từ sau kỳ nghỉ Đông, Câu lạc bộ này đã toàn thắng cả 11 trận, đó là mạch chiến thắng dài nhất trong lịch sử Bundesliga.[8]
- Lập kỷ lục khi ghi bàn 36 trận liên tiếp và có hiệu số bàn thắng bàn thua của Bayern là 75 (89 - 14)
- Ghi tổng cộng 26 bàn trong 11 trận đấu Champions League mùa giải 2012-2013 và có tới 10 cầu thủ lập công trong đó Thomas Mueller dẫn đầu với 7 bàn.[4]
- Chiến thắng Barca với tổng tỷ số 7-0 sau hai lượt đấu,trong đó Bayern Munich ghi 4 bàn vào lưới đội bóng mạnh nhất thế giới Barcelona và đây là thất bại lớn nhất của Barcelona trong lịch sử Champions League, trước khi chính đội bóng này gặp lại chính Bayern Munich và để lọt lưới đến 8 bàn thắng chỉ trong 90 phút của trận đấu tại tứ kết UEFA Champions League 19/20, khi mà Bayern đã dành chiến thắng đậm nhất, 8-2, trước chính Barcelona
- Sau 30 vòng đấu tại Bundesliga, Bayern Munich mới chỉ để lọt lưới 14 bàn, là đội bóng để lọt lưới ít nhất tại các giải đấu hàng đầu châu Âu.
- Đội bóng này đã giữ sạch lưới 16 trận trong 22 chuyến làm khách. Trong đó họ chỉ để thủng lưới 7 bàn sau 20 trận đầu tiên[8]
- Để thua 1 trận duy nhất trên sân khách ở mùa giải 2013-2013 và chỉ để lọt lưới 3 bàn trong những lần làm khách tại Bundesliga.

## Đội hình
Tính đến ngày 2 tháng 2 năm 2013
Ghi chú: Quốc kỳ chỉ đội tuyển quốc gia được xác định rõ trong điều lệ tư cách FIFA. Các cầu thủ có thể giữ hơn một quốc tịch ngoài FIFA.
| Số | VT | Quốc gia    | Cầu thủ                   |
| -- | -- | ----------- | ------------------------- |
| 1  | TM | Đức         | Manuel Neuer              |
| 4  | HV | Brasil      | Dante                     |
| 5  | HV | Bỉ          | Daniel Van Buyten         |
| 7  | TV | Pháp        | Franck Ribéry             |
| 8  | TV | Tây Ban Nha | Javi Martínez             |
| 9  | TĐ | Croatia     | Mario Mandžukić           |
| 10 | TV | Hà Lan      | Arjen Robben              |
| 11 | TV | Thụy Sĩ     | Xherdan Shaqiri           |
| 13 | HV | Brasil      | Rafinha                   |
| 14 | TĐ | Perú        | Claudio Pizarro           |
| 17 | HV | Đức         | Jérôme Boateng            |
| 20 | TĐ | Đức         | Patrick Weihrauch         |
| 21 | HV | Đức         | Philipp Lahm (đội trưởng) |
| 22 | TM | Đức         | Tom Starke                |

| Số | VT | Quốc gia | Cầu thủ                          |
| -- | -- | -------- | -------------------------------- |
| 23 | TV | Đức      | Mitchell Weiser                  |
| 24 | TM | Đức      | Maximilian Riedmüller            |
| 25 | TĐ | Đức      | Thomas Müller                    |
| 26 | HV | Đức      | Diego Contento                   |
| 27 | HV | Áo       | David Alaba                      |
| 28 | HV | Đức      | Holger Badstuber                 |
| 30 | TV | Brasil   | Luiz Gustavo                     |
| 31 | TV | Đức      | Bastian Schweinsteiger (đội phó) |
| 32 | TM | Đức      | Lukas Raeder                     |
| 33 | TĐ | Đức      | Mario Gomez                      |
| 36 | TV | Đức      | Emre Can                         |
| 39 | TV | Đức      | Toni Kroos                       |
| 44 | TV | Ukraina  | Anatoliy Tymoshchuk              |
| ?? | TV | Đức      | Jan Kirchoff                     |